# Sępia Góra (Góry Izerskie)

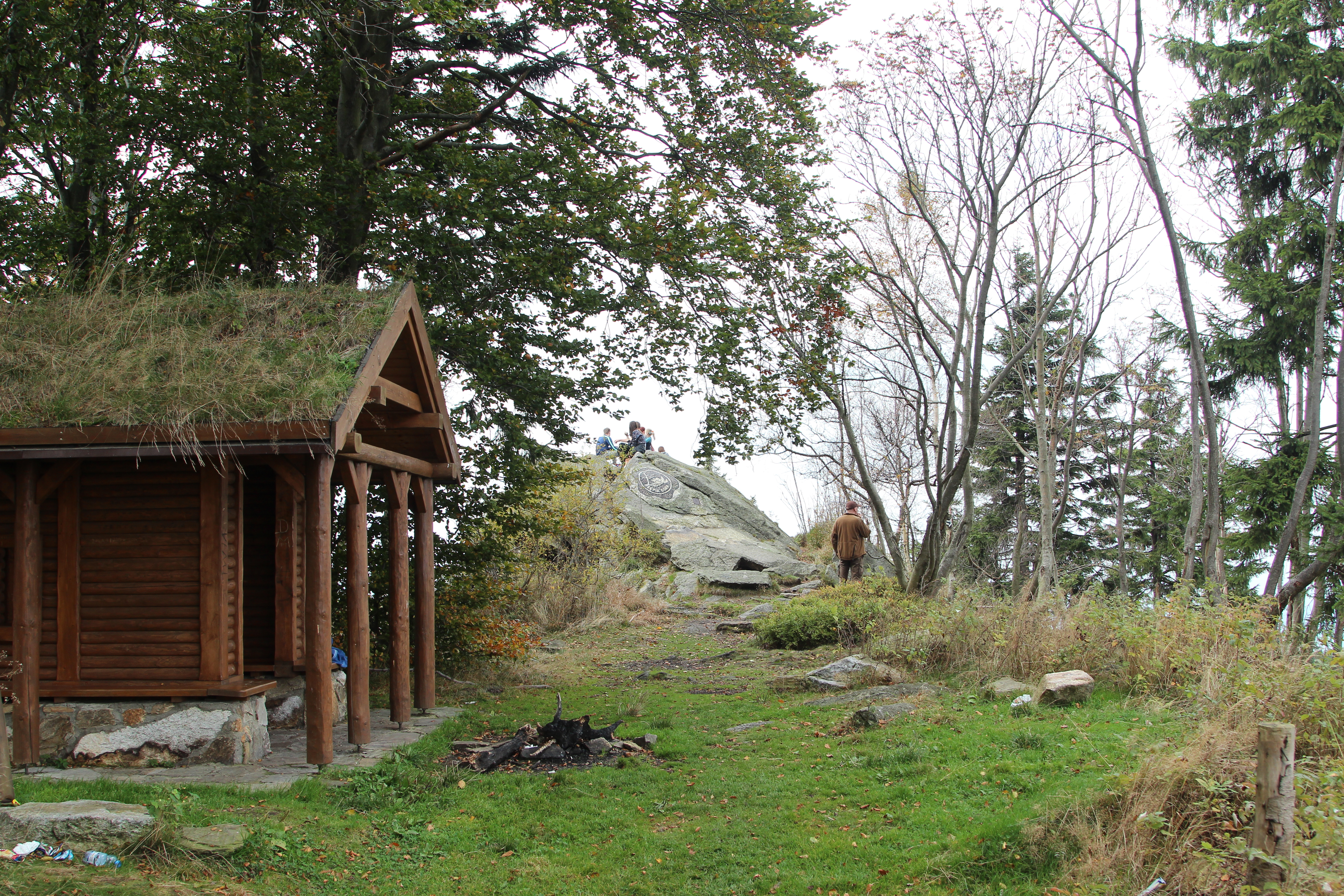
Szczyt Sępiej Góry

Sępia Góra (niem. Großer Geierstein, 828 m n.p.m.) – wzniesienie leżące ponad Świeradowem-Zdrój. Jest to ostatni na zachodzie Gór Izerskich szczyt Grzbietu Kamienickiego. Na szczycie góry znajduje się Biały Kamień – grupa granito-gnejsowych skałek z dużą zawartością kwarcu. Ze skał roztacza się widok na Góry Izerskie i Pogórze Izerskie.
Według legend na Sępiej Górze znajdować się miała pogańska świątynia i święty gaj Ślężan. 